# Maison du Thouin (Périgueux)
La maison du Thouin est une maison française implantée à Périgueux dans le département de la Dordogne, en région Nouvelle-Aquitaine. Elle a été édifiée aux XVe et XVIe siècles.

## Présentation
La maison du Thouin se situe en Périgord, au centre du département de la Dordogne, dans le secteur sauvegardé du centre-ville de Périgueux, en rive droite de l'Isle, immédiatement au sud et en-dessous de la cathédrale Saint-Front. C'est une propriété privée sise 1 rue de l'Harmonie.

## Histoire
La construction de la maison du Thouin remonte aux XVe et XVIe siècles.
Le 4 octobre 1946, les façades et les toitures de la maison sont inscrites au titre des monuments historiques.